# Derek Chisora
Derek Chisora (29 de diciembre de 1983 en Harare, Zimbabue) es un boxeador inglés que actualmente compite en la categoría de peso pesado. Actualmente es el campeón Internacional de la AMB, ostentando el título desde 2018. Anteriormente, ganó los títulos de peso pesado de la AMB Internacional, OMB Internacional, Europa, Gran Bretaña y Mancomunidad entre 2010 y 2014, y ha sido en una ocasión retador al título de peso pesado del CMB en 2012.

## Biografía
Chisora nació en Mbare, un suburbio de Harare, la capital de Zimbabue. De adolescente asistió a la escuela de Churchill. Chisora y su familia se mudaron al Reino Unido en 1999 y vivían en Finchley, Londres.

## Carrera profesional
Se convirtió en boxeador profesional el 17 de febrero de 2007, anotando una victoria por nocaut técnico en el segundo asalto contra István Kecskés. Después de ganar tres peleas más (todas por decisión), se enfrentó contra el prospecto de peso pesado británico, Sam Sexton. Chisora ganó la pelea al detener a Sexton en los últimos 30 segundos del asalto final. Tras dicho combate venció a Shawn Mclean, un estadounidense, en el hotel Grosvenor House en Mayfair, y luego venció al experimentado Lee Swaby en 3 asaltos en el York Hall. Chisora terminó el año con una victoria en diciembre sobre Neil Simpson en el centro de Exposiciones ExCeL en los Docklands de Londres, dejándolo con un récord de 8-0 al final de su segundo año como profesional.

## Récord profesional
| 33 Ganadas (23 KOs), 13 Derrotas |        |                         |      |               |            |                                                   | |
| Res.                             | Récord | Oponente                | Tipo | Rd., Tiempo   | Datos      | Localidad                                         | Notas |
| D                                | 33–13  | Tyson Fury              | TKO  | 10 (12) 2:51  | 03-12-2022 | Tottenham Stadium, Londres, Gran Bretaña          | Por el cinturón de campeón de los pesos pesados de la CMB de Fury.                                                            |
| G                                | 33–12  | Kubrat Pulev            | SD   | 12            | 09-07-2022 | The O2 Arena, Londres, Inglaterra                 | Por el vacante título International de la WBA del peso pesado.                                                                |
| D                                | 32-12  | Joseph Parker           | UD   | 12            | 18-12-2021 | Manchester Arena, Manchester                      | Por el título Inter-Continental de la WBO del peso pesado.                                                                    |
| D                                | 32-11  | Joseph Parker           | SD   | 12            | 01-05-2021 | AO Arena, Manchester, Inglaterra                  | Por el vacante título Inter-Continental de la WBO del peso pesado.                                                            |
| D                                | 32-10  | Oleksandr Usyk          | UD   | 12            | 31-10-2020 | The O2 Arena, Londres, Inglaterra                 | |
| G                                | 32–9   | David Price             | TKO  | 4 (12), 2:00  | 26-10-2019 | The O2 Arena, Londres, Inglaterra                 | |
| G                                | 31–9   | Artur Szpilka           | KO   | 2 (10), 1:01  | 20-07-2019 | The O2 Arena, Londres, Inglaterra                 | |
| G                                | 30–9   | Senad Gashi             | UD   | 10            | 20-04-2019 | The O2 Arena, Londres, Inglaterra                 | |
| D                                | 29–9   | Dillian Whyte           | KO   | 11 (12), 1:56 | 22-12-2018 | The O2 Arena, Londres, Inglaterra                 | Por los títulos CMB Silver y OMB Internacional del peso pesado                                                                |
| G                                | 29–8   | Carlos Takam            | TKO  | 8 (12), 1:01  | 28-07-2018 | The O2 Arena, Londres, Inglaterra                 | Gana el título vacante Internacional de la AMB peso pesado                                                                    |
| G                                | 28–8   | Zakaria Azzouzi         | TKO  | 2 (8), 2:12   | 24-03-2018 | The O2 Arena, Londres, Inglaterra                 | |
| D                                | 27–8   | Agit Kabayel            | MD   | 12            | 04-11-2017 | Casino de Salle Medcin, Montecarlo, Mónaco        | Por el título Europeo del peso pesado                                                                                         |
| G                                | 27–7   | Robert Filipovic        | TKO  | 5 (6), 1:20   | 30-09-2017 | Liverpool Echo Arena, Liverpool, Inglaterra       | |
| D                                | 26–7   | Dillian Whyte           | SD   | 12            | 10-12-2016 | Manchester Arena, Manchester, Inglaterra          | Por el título Internacional del CMB en la categoría de peso pesado                                                            |
| G                                | 26–6   | Drazan Janjanin         | KO   | 2 (8), 1:09   | 10-09-2016 | Hovet, Estocolmo, Suecia                          | |
| D                                | 25–6   | Kubrat Pulev            | SD   | 12            | 07-05-2016 | Barclaycard Arena, Hamburgo, Alemania             | Por el título Europeo vacante del peso pesado                                                                                 |
| G                                | 25–5   | Andras Csomor           | TKO  | 2 (8), 2:08   | 09-01-2016 | Baden-Arena, Offenburg, Alemania                  | |
| G                                | 24–5   | Jakov Gospic            | TKO  | 3 (8), 2:23   | 12-12-2015 | The O2 Arena, Londres, Inglaterra                 | |
| G                                | 23–5   | Peter Erdos             | TKO  | 5 (8), 1:01   | 05-12-2015 | Inselparkhalle, Hamburgo, Alemania                | |
| G                                | 22–5   | Marcelo Luiz Nascimento | PTS  | 10            | 26-09-2015 | Wembley Arena, Londres, Inglaterra                | |
| G                                | 21–5   | Beka Lobjanidze         | KO   | 1 (10), 0:29  | 24-07-2015 | Wembley Arena, Londres, Inglaterra                | |
| D                                | 20–5   | Tyson Fury              | RTD  | 10 (12), 3:00 | 29-11-2014 | Centro de Exposiciones ExCeL, Londres, Inglaterra | Pierde el título Europeo y el título Internacional de la OMB del peso pesado; Por el título Británico vacante del peso pesado |
| G                                | 20–4   | Kevin Johnson           | UD   | 12            | 15-02-2014 | Copper Box, Londres, Inglaterra                   | Retiene el título Internacional de la AMB y el título Internacional de la OMB del peso pesado                                 |
| G                                | 19–4   | Ondřej Pála             | TKO  | 3 (12), 0:31  | 30-11-2013 | Copper Box, Londres, Inglaterra                   | Retiene el título Internacional de la OMB del peso pesado; Gana el título Internacional de la AMB vacante del peso pesado     |
| G                                | 18–4   | Edmund Gerber           | TKO  | 5 (12), 2:55  | 21-09-2013 | Copper Box, Londres, Inglaterra                   | Gana el título Europeo vacante del peso pesado                                                                                |
| G                                | 17–4   | Malik Scott             | TKO  | 6 (10), 2:56  | 20-07-2013 | Wembley Arena, Londres, Inglaterra                | Gana el título Internacional de la OMB del peso pesado                                                                        |
| G                                | 16–4   | Héctor Alfredo Ávila    | TKO  | 9 (10), 2:49  | 20-04-2013 | Wembley Arena, Londres, Inglaterra                | |
| D                                | 15–4   | David Haye              | TKO  | 5 (10), 2:59  | 14-07-2012 | Boleyn Ground, Londres, Inglaterra                | Por el título Intercontinental de la AMB vacante y el título Internacional de la OMB del peso pesado                          |
| D                                | 15–3   | Vitali Klitschko        | UD   | 12            | 18-02-2012 | Olympiahalle, Múnich, Alemania                    | Por el título mundial del CMB del peso pesado                                                                                 |
| D                                | 15–2   | Robert Helenius         | SD   | 12            | 03-12-2011 | Hartwall Arena, Helsinki, Finlandia               | Por los títulos Intercontinental de la AMB, Intercontinental de la OMB, y el Europeo vacante del peso pesado                  |
| G                                | 15–1   | Remigijus Ziausys       | PTS  | 6             | 11-11-2011 | North Bridge Leisure Centre, Halifax, Inglaterra  | |
| D                                | 14–1   | Tyson Fury              | UD   | 12            | 23-07-2011 | Wembley Arena, Londres, Inglaterra                | Pierde el título Británico y el de la Mancomunidad del peso pesado                                                            |
| G                                | 14–0   | Sam Sexton              | TKO  | 9 (12), 2:53  | 18-09-2010 | LG Arena, Birmingham, Inglaterra                  | Retiene el título Británico del peso pesado; Gana el título de la Mancomunidad del peso pesado                                |
| G                                | 13–0   | Danny Williams          | TKO  | 2 (12), 1:41  | 15-05-2010 | Boleyn Ground, Londres, Inglaterra                | Gana el título Británico del peso pesado                                                                                      |
| G                                | 12–0   | Carl Baker              | TKO  | 2 (10), 2:13  | 13-02-2010 | Wembley Arena, Londres, Inglaterra                | |
| G                                | 11–0   | Zurab Noniashvili       | TKO  | 3 (8), 2:20   | 09-10-2009 | York Hall, Londres, Inglaterra                    | |
| G                                | 10–0   | Paul Butlin             | PTS  | 8             | 22-05-2009 | York Hall, Londres, Inglaterra                    | |
| G                                | 9–0    | Daniil Peretyatko       | PTS  | 8             | 30-01-2009 | York Hall, Londres, Inglaterra                    | |
| G                                | 8–0    | Neil Simpson            | RTD  | 2 (8), 3:00   | 06-12-2008 | Centro de Exposiciones ExCeL, Londres, Inglaterra | |
| G                                | 7–0    | Lee Swaby               | TKO  | 3 (8), 2:45   | 26-09-2008 | York Hall, Londres, Inglaterra                    | |
| G                                | 6–0    | Shawn McLean            | TKO  | 6 (8), 3:00   | 12-09-2008 | Grosvenor House, Londres, Inglaterra              | |
| G                                | 5–0    | Sam Sexton              | TKO  | 6 (6), 2:34   | 14-06-2008 | York Hall, Londres, Inglaterra                    | |
| G                                | 4–0    | Paul Butlin             | PTS  | 4             | 12-01-2008 | York Hall, Londres, Inglaterra                    | |
| G                                | 3–0    | Darren Morgan           | PTS  | 4             | 13-10-2007 | York Hall, Londres, Inglaterra                    | |
| G                                | 2–0    | Tony Booth              | PTS  | 4             | 07-04-2007 | Millennium Stadium, Cardiff, Gales                | |
| G                                | 1–0    | István Kecskés          | TKO  | 2 (4), 1:21   | 17-02-2007 | Wembley Arena, Londres, Inglaterra                | Debut profesional |